# Assoluzione (religione)
L'assoluzione, dal latino Ab (da) solvere (rendere libero), è la remissione dei peccati, o della punizione ricevuta a causa di un peccato, accordata da alcune Chiese cristiane.

## Generalità
Nella Chiesa cattolica l'assoluzione vera e propria è quell'atto attraverso il quale il sacerdote, nel sacramento della penitenza, libera l'uomo dal peccato. Essa presuppone:
- da parte del penitente, contrizione, confessione, e, almeno, la promessa dello svolgimento della penitenza;
- da parte del ministro, il valido ricevimento dell'Ordine sacro e la giurisdizione, accordata dall'autorità competente, ovvero la Chiesa cattolica, sulla persona che riceve il sacramento.

La Chiesa cattolica ritiene di avere il potere di assolvere i peccati commessi dopo il battesimo perché Cristo istituì il Sacramento della Penitenza quando, dopo essere risorto, alitò sugli apostoli dicendo:
((Gv 20,21-23))
Per tale ragione, secondo la dottrina cattolica, il potere di rimettere o non rimettere i peccati venne trasmesso agli Apostoli ed ai loro legittimi successori. A san Pietro, in particolare, furono affidate le chiavi del Regno dei Cieli. Il peccato è il grande ostacolo posto all'ingresso del regno, e sul peccato Pietro è supremo. A Pietro ed a tutti gli Apostoli fu, quindi, dato il potere di rimettere e di non rimettere. Ciò implica un potere supremo sia legislativo che giudiziario: il potere di perdonare i peccati ed il potere di liberare dalla pena derivante dal peccato. Tale potere, come prima citato, viene chiaramente descritto dal Vangelo secondo Giovanni. È sciocco asserire che il potere accordato da Cristo fosse semplicemente il potere di annunciare il Vangelo (Concilio di Trento, Sessione XIX, Canone III), e poco saggio sostenere che in questo passo non si parla di altro potere se non quello di rimettere i peccati attraverso il Sacramento del Battesimo (Ibidem, Sessione XIV); in tale contesto, le parole usate dall'Evangelista implicano un atto strettamente soggettivo: il potere di rimettere i peccati diviene semplicemente incomprensibile quando si applica al solo battesimo, e non ad un'azione che comporta un giudizio discrezionale.

## L'assoluzione nella storia

### Gli albori dell'era cristiana
Una cosa è asserire che la Chiesa cattolica ha il potere dell'assoluzione, un'altra è dire che la Chiesa degli inizi abbia ritenuto di avere tale potere. Il Battesimo era il primo, il grande sacramento, il sacramento dell'iniziazione al regno di Cristo. Attraverso il battesimo non si otteneva solo il perdono assoluto dal peccato, ma anche l'annullamento della punizione derivante dal peccato. Una volta nato a nuova vita, il cristiano ideale aborriva persino il pensiero di un ritorno al peccato. Di conseguenza, la disciplina cristiana dei primi tempi era contraria addirittura ad accordare una sola volta la riammissione ai culti attraverso il ministero della riconciliazione. Questa severità derivava dalla Lettera agli Ebrei: "È impossibile per coloro che una volta furono illuminati, che assaggiarono anche il paradiso, e che furono fatti partecipi dello Spirito Santo, che inoltre ascoltarono la parola di Dio, essere riammessi attraverso la penitenza" (VI, 4-6). La persistenza di questa convinzione è evidente nel Pastor di Hermas, dove l'autore disputa con una scuola rigorista sulla possibilità di dare almeno una opportunità al penitente (III Sim., VIII, 11). Hermas sostiene che si possa dare solamente una opportunità al penitente, ma ciò è già sufficiente per stabilire la credenza nel potere della Chiesa di perdonare i peccati commessi anche dopo il battesimo. Sant'Ignazio di Antiochia, agli inizi del II secolo, sembra definire il potere di perdonare i peccati quando dichiara nella sua lettera ai Filadelfi che il vescovo presiede alla cerimonia della pubblica penitenza. Questa tradizione fu continuata, poi, nella Chiesa sira, come si evince dagli scritti di Aphraates e di sant'Efrem il Siro. San Giovanni Crisostomo esprime questa stessa tradizione siriaca quando scrive nel De Sacerdotio (Migne P. G., LXVII, 643), che "Cristo ha dato ai suoi sacerdoti un potere che non accordò nemmeno agli angeli, dato che non ha detto loro, 'Qualsiasi cosa perdonerai, sarà perdonata'"; ed ulteriormente aggiunge, "Il Padre ha rimesso ogni giudizio nelle mani di suo Figlio, ed il Figlio a sua volta ha accordato questo potere ai suoi sacerdoti."
Clemente Alessandrino, che forse ricevette la sua ispirazione dal Pastor Hermae, narra la storia del giovane bandito a cui San Giovanni andò incontro e che riportò a Dio, e nella storia parla dell'"Angelo della Penitenza" riferendosi al vescovo o al sacerdote che sovrintendono alla penitenza pubblica. Origene Adamantio (230) fu il successore di Clemente alla Scuola Alessandrina. Nel commentare le parole della preghiera, "Ci perdoni i nostri peccati", Origene allude alla pratica della penitenza nella Chiesa, richiamandosi al testo di Giovanni, XX, 21. Questi afferma che tale testo è la prova della potestà di perdonare i peccati conferita da Cristo ai suoi Apostoli e ai loro successori. Vero è che nei suoi scritti fa eccezione per i peccati di idolatria e di adulterio che lui ritiene irremissibili, anche se Dionisio di Corinto (170), anni prima, sostenne che nessun peccato era escluso dal potere di remissione accordato da Cristo alla Sua Chiesa (Eusebio di Cesarea, Historia Ecclesiastica, IV, XXIII). Nella Chiesa Alessandrina c'è anche la testimonianza di Atanasio che, in un frammento contro i Novazianisti, pungentemente afferma: "Colui che confessa i suoi peccati riceve dal sacerdote il perdono per la sua colpa, in virtù della grazia di Cristo (solo se è battezzato)." San Firmiano, nella sua famosa lettera a san Cipriano di Cartagine afferma che il potere di perdonare i peccati fu dato agli Apostoli ed ai loro successori (Epistole Cipriano, LXXV), e questa tradizione viene espressa più chiaramente sia da san Basilio Magno che da san Gregorio Nazianzeno (P. G., XXXI, 1284; XXXVI, 356 357). La tradizione romana è chiara anche nel Pastor Hermae, dove viene difeso il potere di perdonare i peccati commessi dopo il battesimo (Sim., VIII, 6, 5; ibidem, IX, 19). Questa stessa tradizione è manifesta nei Canoni di Ippolito, dove il prelato che consacra un vescovo prega in questo modo: "Accordagli, o Signore, il potere di perdonare i peccati" (XXII). Questo concetto è espresso ancora più chiaramente nelle Constitutiones Apostolicæ (P. G., I, 1073): "Accordagli, O Dio Eccelso, attraverso Tuo figlio Gesù Cristo, nella pienezza del Tuo spirito, che possa avere il potere di perdonare i peccati, in accordo con il Tuo volere, che possa sciogliere ogni vincolo che lega il peccatore, in ragione di quel potere che Tu hai accordato ai Tuoi Apostoli" (Vedere anche Louis Duchesne, Adorazione Cristiana, 439, 440.). Se questo potere sembra essere stranamente limitato per Hermas, ed Origene, Tertulliano, e i novazianisti non erano disposti a credere che la Chiesa avesse il diritto di assolvere da peccati gravi come l'apostasia, l'assassinio, e l'adulterio, papa Callisto I risolse la questione per sempre dichiarando che in virtù del potere delle chiavi, egli avrebbe accordato il perdono a tutti coloro i quali avessero fatto penitenza. Ego... delicta pœnitentiâ functis dimitto, o di nuovo, Habet potestatem ecclesia delicta donandi (De Pudicitia, XXI). Queste affermazioni, riportate nell'opera scatenarono le ire di Tertulliano, che accusò il papa di presunzione nell'osare perdonare i peccati e specialmente i crimini più grandi quali l'assassinio, l'idolatria ecc. - Idcirco præsumis et ad te derivasse solvendi et alligandi potestatem, id est, ad omnem Ecclesiam Petri propinquam. Tertulliano stesso, però, prima di diventare un montanista affermava a chiare lettere che il potere di perdonare i peccati si trovava nella Chiesa. Collocavit Deus in vestibulo pœnitentiam januam secundam, quæ pulsantibus patefaciat [januam]; sed jam semel, quia jam secundo, sed amplius nunquam, quia proxime frustra (De Pœnitentia, VII, 9, 10). Anche se Tertulliano limita l'esercizio di questo potere, ne asserisce fortemente l'esistenza, e afferma chiaramente che il perdono così ottenuto non solo riconcilia il peccatore con la Chiesa, ma con Dio stesso (Harnack, Dogmengeschichte, I, nota 3, 407). L'intera controversia montanista è una prova della posizione assunta dalla Chiesa e dai vescovi di Roma sulla questione dell'assoluzione. Tutti i grandi Dottori della Chiesa occidentali, in seguito, affermarono in termini assoluti che il potere di assolvere era concesso ai sacerdoti della Chiesa da Cristo. (Leone Magno, P. L., LIV, 1011-1013; Gregorio Magno, P. L., LXVI, 1200; sant'Ambrogio, P. L., XV, 1639; XVI, 468, 477 ecc.; sant'Agostino, P. L., XXXIX 1549-59.)
Perciò, il potere di assolvere i peccati commessi dopo il battesimo viene riconosciuto ai sacerdoti della Chiesa, in virtù del comando di Cristo di rimettere e di non rimettere, e del potere delle chiavi fin dai tempi di Callisto. In un primo tempo questo potere venne difeso timidamente contro il partito rigorista; in seguito venne esercitato fortemente. All'inizio al peccatore veniva data una sola opportunità di perdono, gradualmente questa indulgenza venne estesa; è vero, alcuni dottori della Chiesa pensavano che certi peccati fossero imperdonabili, salvo al solo Dio, ma questo perché erano convinti che la vigente disciplina limitasse i poteri accordati da Cristo. Dopo la metà del IV secolo, tuttavia, la pratica universale della penitenza pubblica precluse qualsiasi rifiuto della credenza nel potere della Chiesa di perdonare il peccatore, sebbene la dottrina e la pratica della penitenza furono destinate ad avere ancora un'ulteriore espansione.

### La tarda era patristica
Dopo l'età dell'oro dei Padri della Chiesa, l'affermazione del diritto di assolvere e l'estensione del potere delle chiavi venne marcata ancora più chiaramente. Gli antichi sacramentari - Leonino, Gelasiano, Gregoriano, il Missale Francorum - lo testimoniano, specialmente nel rito dell'ordinazione: il vescovo prega "ciò che egli rimette, sarà rimesso" ecc. (Duchesne, Adorazione Cristiana, 360 361). I missionari inviati da Roma in Inghilterra nel VII secolo non stabilirono una forma di penitenza pubblica, ma l'affermazione del potere del sacerdote di assolvere è chiaramente specificata nel Pœnitentiale Theodori, e nella legislazione sul continente, che fu sviluppata dai monaci provenienti dall'Inghilterra e dall'Irlanda (Concilio di Reims. XXXI, Harduin). I falsi decreti (circa 850) insistevano ancora sul diritto di assoluzione ed in un sermone dello stesso secolo, attribuito forse erroneamente a sant'Eligio, si trova una dottrina pienamente sviluppata. Il santo, parlando della riconciliazione ai penitenti li avverte di essere sicuri delle loro intenzioni, del loro dolore e del loro volersi emendare; per tale motivo dice: "noi non abbiamo il potere di perdonare ammenoché voi non scacciate il vecchio uomo; ma se grazie ad un pentimento sincero voi scacciate il vecchio uomo e le sue opere, sappiate che vi sarete riconciliati con Dio tramite Cristo, e tramite noi, a cui Lui concesse il ministero della riconciliazione". E questo ministero della riconciliazione che egli pretende per il sacerdozio è quel ministero e quel potere accordato agli Apostoli da Cristo quando Egli disse, "Ciò che voi rimetterette sulla terra, sarà rimesso in paradiso" (P. L., LXXXVII, 609, 610). I teologi del periodo medievale, da Alcuino di York a san Bernardo di Chiaravalle insistevano che il diritto di assolvere dai peccati venne tramandato ai vescovi e ai sacerdoti che si succedettero nell'ufficio apostolico (Alcuino, P. L., CI, 652-656; Benedetto Levita, P. L., C, 357; Jonas d'Orléans, P. L., CVI, 152; Pseudo-Egbert, P. L., LXXXIX, 415; Haymo da Halberstadt, P. L., CXVIII 762 seguenti). Anche altri teologi e canonisti, come Regino di Prüm, Burchard da Worms, Ivo da Chartres ci forniscono piena prova dello stesso potere, e Arduino (Concili, VI, I, 544) cita il quindicesimo canone del Concilio di Troslé (909) che afferma espressamente che la penitenza attraverso il ministero dei sacerdoti di Cristo è "propedeutica alla remissione dei peccati". Questa epoca si chiude con San Bernardo che sfida Pietro Abelardo a osare affermare che Cristo diede il potere di perdonare i peccati solamente ai Suoi discepoli, e di conseguenza che i successori degli Apostoli non godono degli stessi diritti (P. L., CLXXXII, 1054). Ma mentre Bernardo insisteva che il potere delle chiavi concesso agli Apostoli è insito nel vescovo e nei sacerdoti, con la stessa forza insisteva, che tale potere non poteva essere esercitato a meno che il penitente non rendesse una piena confessione dei peccati commessi (ibidem, 938). Quando iniziò la grande età scolastica, il lascito che ricevette dai padri fu una dottrina compiuta sul potere di assolvere i peccati ed il riconoscimento universale di questo potere trasmesso da Cristo ai Suoi Apostoli e da questi ai loro successori. Da parte del penitente erano necessari il pentimento, la promessa di una vita migliore ed una piena confessione resa di fronte a colui che Cristo aveva nominato giudice.

### Il periodo scolastico
All'inizio dell'età scolastica, veniva posto un accento particolare sul potere della contrizione nell'assicurare il perdono. sant'Anselmo di Canterbury, in un commentario su Luca XVII, 14, compara questo potere con quello esercitato dai vecchi sacerdoti ebrei con i lebbrosi (P. L., CLVIII, 662; ibidem, 361-430). A prima vista, la dottrina di Sant'Anselmo sembrava annullare il potere di assolvere che l'antichità aveva accordato al sacerdozio, e ridurre l'ufficio della riconciliazione ad una mera dichiarazione che il peccato era stato perdonato. Ugo di San Vittore (1097-1141) si scagliò contro Anselmo, non perché Anselmo insisteva sulla contrizione, ma perché, apparentemente, questi trascurò il potere delle chiavi. Ma come ammettere l'uno e non l'altro? Hugo dice che il peccatore è "oppresso da un'oscurità dell'anima e dalla pena della dannazione eterna"; la grazia di Dio libera l'uomo dall'oscurità procurata dal peccato, mentre l'assoluzione del sacerdote lo libera dalla pena che impone il peccato. Ci sono dei punti oscuri nel testo, ma Ugo sembra incline a sostenere che il sacerdote assolve dalla pena conseguente al peccato, piuttosto che dal peccato stesso. Pietro Lombardo, invece, prendendo spunto da Ugo, affermò in termini chiari che la carità non solo pulisce la macchia del peccato, ma libera anche il peccatore dalla punizione conseguente al peccato. Comunque, non capendo che la penitenza come sacramento è un qualcosa di morale, Pietro Lombardo non usò i termini corretti. Egli sembra sostenere che la contrizione cancella il peccato e le sue conseguenze, e, quando viene interrogato sul potere accordato al sacerdote, sembra tornare all'opinione di Anselmo. "I sacerdoti, quando giudicano, rimettono o non rimettono i peccati e li dichiarano rimessi o non rimessi da Dio" (P. L., CXCII, 888). Questi garantisce al sacerdote anche un certo potere riferito alla punizione temporale causata dal peccato (ibidem). Ugo di San Vittore, sebbene parli dell'opinione di Pietro Lombardo come frivola, in realtà se ne scosta di poco. L'opinione di Pietro esercitò grande influenza sulle menti di ambedue i suoi contemporanei e su quelle della generazione seguente. Con Guglielmo d'Alvernia (che insegnò fino al 1228, quando diventò arcivescovo di Parigi) venne introdotta la distinzione tra la contrizione e l'attrizione. La contrizione porta via ogni macchia di colpa, mentre l'attrizione prepara la strada per la vera remissione dei peccati. I teologi avevano riconosciuto la distinzione tra la contrizione e l'attrizione anche prima di Guglielmo di Parigi, ma né Alessandro da Hales né sant'Alberto Magno, il maestro di Tommaso d'Aquino andarono molto oltre l'insegnamento di Pietro Lombardo. Ambedue insistettero su una reale contrizione prima dell'assoluzione, ed entrambi sostennero che tale contrizione cancellava il peccato mortale. Comunque, non negarono l'ufficio del ministro, dato che tutti e due sostennero che la contrizione comportava una promessa di confessione (Alb. Mag., IV Sent., Dist. xvi-xvii (Parigi, 1894), XXIX, 559, 660, 666, 670, 700). Anche san Bonaventura da Bagnoregio (IV, Dist. XVII) ammetteva la distinzione tra la contrizione e l'attrizione; egli sosteneva il potere della contrizione di cancellare ogni peccato, anche senza l'assoluzione del sacerdote, essendo la confessione necessaria solo quando possibile. Riguardo al potere del sacerdote di perdonare i peccati, non solo lo ammetteva, non solo asseriva che l'assoluzione cancella il peccato e le sue conseguenze eterne, ma lo chiamava forma sacramenti. Andò anche oltre dicendo che l'attrito era sufficiente per il perdono solo se accompagnato dall'assoluzione (ibidem, Dist. xviii). Interrogato su come l'assoluzione produca il suo effetto sacramentale, egli distingueva due forme di assoluzione: quella deprecativa, Misereatur tui ecc., e quella indicativa, Ego te absolvo. Nel primo caso il sacerdote intercedeva per il peccatore, e questa intercessione cambiava il suo attrito nella vera contrizione ed assicurava il perdono per il peccato commesso. Nel secondo che è indicativo e personale il sacerdote esercitava il potere delle chiavi, ma rimetteva solamente una punizione temporale provocata dal peccato. San Tommaso d'Aquino, nel commentario sul Libri Sententiarum dimostrò chiaramente che il ministero del sacerdote è direttamente strumentale per il perdono di peccato; "se le chiavi non fossero state date per la remissione dei peccati, ma solamente per la liberazione dalla pena (quale era l'opinione degli scolastici più anziani), non ci sarebbe stato alcun bisogno dell'intenzione di ottenere l'effetto delle chiavi per la remissione dei peccato"; e nello stesso luogo chiaramente affermava: "Se prima dell'assoluzione qualcuno non fosse stato perfettamente disposto per ricevere la grazia, qualora nessun ostacolo si frapponesse, costui la riceverebbe con il sacramento della penitenza, " (Dist. xvii, 2, I, art. 3, Quæstiuncula IV). Egli vedeva chiaramente che solo Dio può perdonare il peccato, ma Dio usava la strumentalità dell'assoluzione che, con la confessione, la contrizione, e la soddisfazione della penitenza, concorreva nell'ottenere il perdono, nel cancellare la macchia, nell'aprire il Regno dei cieli, annullando la sentenza di dannazione eterna. Questa dottrina è espressa con eguale chiarezza nella Summa e nel Supplemento. Nella Summa, Q. LXXXIV, art. 3, Tommaso afferma che l'assoluzione del sacerdote è la forma sacramenti e, di conseguenza, la confessione, la contrizione, e la soddisfazione della penitenza devono costituire "in qualche modo, la materia del sacramento." Quando gli viene chiesto se la contrizione perfetta assicura il perdono del peccato anche fuori del Sacramento della Penitenza, San Tommaso risponde affermativamente; ma poi la contrizione non è più una parte integrante del sacramento; essa assicura il perdono perché il perdono viene dalla carità perfetta, indipendentemente dalla strumentalità del rito sacramentale (Supplemento, Q. V, a. 1). Duns Scoto, andando oltre, asseriva che il sacramento consisteva principalmente nell'assoluzione del sacerdote, perché la confessione, la contrizione, e la soddisfazione della penitenza non erano parti integranti del sacramento, ma disposizioni d'animo precedenti, necessarie solamente al ricevimento della grazia divina e del perdono. In ogni caso la forza del Sacramento della Penitenza è in quelle parole del sacerdote: "Io ti assolvo" ecc., mentre gli atti del penitente sono quasi materia di questo Sacramento.

## Il ministro dell'assoluzione
Negli ultimi anni del I secolo Sant'Ignazio di Antiochia affermava che la Penitenza è nelle mani del vescovo; presto lo stesso potere fu riconosciuto ai preti e, secondo San Cipriano di Cartagine, il diacono, in occasioni straordinarie, poté compiere l'ufficio della riconciliazione (Batiffol, Théol. pos., 145 seguenti). Il potere del diacono venne riconosciuto anche più tardi in un concilio tenuto a York nel 1194 e nel Concilio di Londra del 1200 (capitolo III).

## I tempi della riconciliazione
Il rito cerimoniale connesso col sacramento della riconciliazione è cambiato anche con i cambiamenti della disciplina all'interno della Chiesa. La prima tradizione suggerisce una penitenza pubblica, ma molto presto fece la sua comparsa il Presbyter Pœnitentiarius. certamente intorno al 309 papa Marcello I divise Roma in venticinque distretti propter baptismum et pœnitentiam, e papa Innocenzo I (416) menzionò il "sacerdote il cui ufficio era giudicare i peccatori, ricevere la confessione dei penitenti, vigilare sulla loro penitenza e presentarli per la riconciliazione alla data stabilita". Il caso di Nectarius che abolì il Presbyter Pœnitentiarius è un classico (381-398). Questa cerimonia della riconciliazione, generalmente, aveva luogo il Giovedì santo ed era presieduta dal vescovo. L'assoluzione, quasi certamente, veniva concessa in questa data. Tale ricorrenza viene riportata da tutti i sacramentaries (Duchesne, Adorazione Cristiana, 439, 440), ma la pratica della pubblica penitenza fece sorgere un'importante e difficile questione: se l'assoluzione accordata durante la funzione pubblica del giovedì Santo era realmente l'assoluzione sacramentale oppure no. I teologi hanno messo in dubbio questo fatto. Molti preferirono credere che l'assoluzione sacramentale era impartita dal Presbyter Pœnitentiarius, anche prima che fosse stata soddisfatta la penitenza pubblica. A sostegno di questa posizione fecero notare il lungo tempo che trascorreva tra l'assoluzione del vescovo del giovedì Santo e la confessione resa al Presbyter Pœnitentiarius (Palmieri, De pœnitentia, App. II, nn. 8, 9). Ma molti altri erano dell'avviso che il Sacramento della Penitenza non poteva essere completato a meno che non venisse terminata la penitenza imposta e si arrivasse all'assoluzione nella sessione pubblica del giovedì Santo. Cosa veniva fatto, si chiedevano, prima dell'istituzione del Presbyter Pœnitentiarius, o dove non c'era tale figura? Ed essi rispondevano dicendo che non c'è alcuna prova nella storia antica che una prima assoluzione venisse impartita dai sacerdoti (Boudinhon, Revue d'histoire de littérature relig., II, sec. iii, 329, 330, etc.; Batiffol, Théolog. posit., Les origines de la pénitence, IV, 145 seguenti). Alcuni canoni risalenti al VI secolo vietavano espressamente ai sacerdoti di riconciliare i penitenti inconsulto episcopo (Batiffol, ibid. 192, 193), ed esiste anche una chiara testimonianza risalente al IX secolo di una assoluzione non concessa fino alla fine della penitenza imposta (Benedict Levita, P.L., XCVII, 715; Rabanus Maurus, P. L., CVII, 342; Arduino, Concili, V, 342). Quando l'assoluzione veniva accordata prima del giovedì Santo era solo un'eccezione (Pseudo Alcuino, CI, 1192): Denique admonendi sunt ut ad cœnam Domini redeant ad reconciliationem: si vero interest causa itineris... reconciliet eum statim ecc. Questa eccezione, però, gradualmente divenne la regola, specialmente dopo che gli Scolastici del Medioevo cominciarono a distinguere chiaramente le diverse pratiche che costituiscono il Sacramento della Penitenza.

## Forma del Sacramento
Dagli insegnamenti del Concilio di Trento apprendiamo che la forza del Sacramento della Penitenza risiede principalmente nelle parole del ministro, "io ti assolvo"; alle quali, come uso della Santa Chiesa sono state aggiunte alcune preghiere (Sessione XIV, III). Negli antichi sacramentaries viene riportato che la pubblica penitenza veniva conclusa con qualche genere di preghiera per il perdono (Duchesne, Adorazione Cristiana, 440, 441) e lo stesso Leone Magno (450) non esitò ad affermare che il perdono è impossibile senza la preghiera del sacerdote (ut indulgentia nisi supplicationibus sacerdotum nequeat obtineri). Nella Chiesa dei primi secoli queste forme di preghiera certamente variarono (Duchesne, opera citata), comunque tutti i sacramentaries riportano che la forma di tale preghiera era deprecativa, ed è solamente a partire dall'XI secolo che si iniziò a vedere una tendenza a passare a formulæ indicative e personali (Duchesne, opera citata). Alcune delle forme usate nel periodo di transizione tra la formula deprecativa e quella indicativa sono piuttosto interessanti: "Possa Dio assolverti da ogni tuo peccato, ed attraverso la penitenza impostati tu sia assolto dal Padre, dal Figlio, dallo Spirito Santo, degli Angeli, dai Santi e da me, un povero peccatore" (Garofali, Ordo ad dandam pœnitentiam 15). In seguito vennero usate delle formulæ realmente indicative e personali, spesso precedute da una preghiera di supplica Misereatur tui, ecc. Queste forme, per quanto molto simili nella sostanza, variavano non poco nelle parole (Vacant, Dict. de théol. 167). La formula dell'assoluzione, comunque non raggiunse la sua forma definitiva finché la dottrina scolastica della "materia e della forma" nei sacramenti non giunse al suo pieno sviluppo. La forma in uso oggi nella Chiesa romana è quella stabilita dal Concilio di Firenze. Essa si svolge in quattro momenti:
- Preghiera deprecativa. "Possa l'eccelso Dio avere misericordia di te, e perdonando i tuoi peccati, ti conduca alla vita eterna. Amen." Poi, alzando la mano destra verso il penitente, il sacerdote continua: "Possa l'eccelso e misericordioso Dio concederti il perdono, l'assoluzione, e la remissione dei peccati."
- "Possa Nostro Signore Gesù Cristo assolverti, ed io, per la Sua autorità ti assolvo da ogni obbligazione di scomunica [sospensione, solo in caso di un ecclesiastico] ed interdetto per quanto in mio potere e nel tuo bisogno."
- "Io ti assolvo dai tuoi peccati nel nome del Padre, del Figlio, e dello Spirito Santo. Amen." (Recitando i nomi della Santa Trinità, il sacerdote fa sul penitente il segno della croce.)
- "Possa la Passione di Nostro Signore Gesù Cristo, i meriti della Beata Vergine Maria e di tutti i Santi, quello che di buono hai fatto o quello di cattivo che hai sofferto esserti favorevoli per la remissione di (tuoi) peccati, la crescita nella grazia e la ricompensa della vita eterna. Amen."

Nel decreto Pro Armenis del 1439, papa Eugenio IV spiegava che la "forma" del Sacramento è realmente in quelle parole del sacerdote: Ego absolvo te a peccatis tuis in nomine Patris ecc., e i teologi aggiunsero che l'assoluzione è valida ogni qualvolta il sacerdote usa le parole Absolvo te, Absolvo te a peccatis tuis, o parole che ne sono l'esatto equivalente. (Suarez, Disp., XIX, i, n. 24; Lugo, Disp., XIII, i, nn. 17, 18; Lehmkuhl, de Pœnit., 9ª edizione, 199).
Sebbene non escludano l'idea di una decisione giudiziale da parte del ministro, nelle chiese Orientali (greca, russa, siriana, armena e copta) le forme attualmente in uso sono deprecative.
La forma indicativa è necessaria? Molti dotti cattolici sembrano sostenere che la forma indicativa come attualmente usata nella Chiesa romana è anche necessaria per la validità del Sacramento della Penitenza. Il grande Dottore del Sacramento, Sant'Alfonso (De Sacra Pœnitentia, n. 430), dichiara che non esiste alcuna questione su quello che può essere il verdetto dal punto di vista storico: è fin dal Concilio di Trento che la forma indicativa è essenziale. Anche San Tommaso e Francisco Suárez dichiarano che la forma indicativa è necessaria. Altri ugualmente dotti, e forse meglio versati nella storia, affermano che, alla luce dell'istituzione Divina, la forma deprecativa non possa essere esclusa, e che il Concilio di Trento nelle sue deliberazioni non intendesse dire l'ultima parola. Essi sostengono, con Morinus (De Pœnitentia, Lib. VIII), che fino al XII secolo la forma deprecativa fu impiegata sia ad oriente che ad occidente e che è tuttora in uso fra i greci e fra gli orientali in genere. Perciò, alla luce della storia e delle opinioni teologiche è perfettamente corretto concludere che la forma deprecativa non è certamente nulla, purché non escluda l'idea del pronunciamento giudiziale (Palmieri, Parergon, 127; Hurter, de Pœnitentia; Duchesne, opera citata; Soto, Vasquez, Estius, ed altri). Comunque, i teologi si sono interrogati se la forma deprecativa fosse oggi valida nella Chiesa latina, e fanno notare che papa Clemente VIII e papa Benedetto XIV hanno prescritto ai presbiteri di rito bizantino di usare la forma indicativa quando assolvono penitenti di rito latino. Ma la questione riguarda solo la disciplina, e tali decisioni non danno la risposta definitiva alla domanda teologica, dato che nelle questioni di amministrazione dei Sacramenti coloro che debbono decidere seguono semplicemente le idee più sicure conservatrici. Secondo Morinus e Tournely, comunque, oggi nella Chiesa Latina è valida solamente la forma indicativa (Morinus, De pœnitentia, Lib. VIII; Tournely, ibidem, de absolutionis forma); ma molti sostengono che se la forma deprecativa non esclude la pronunciazione giudiziale del sacerdote e, di conseguenza, è realmente equivalente all'ego te absolvo, non è certamente nulla, sebbene tutti siano d'accordo che sarebbe illecito contravvenire all'attuale disciplina della Chiesa romana. Altri, non pronunciando giudizi in merito, pensano che la Santa Sede abbia tolto la facoltà di assolvere a coloro che non usano la forma indicativa.

## L'assoluzione condizionale
L'assoluzione condizionale viene concessa quando il sacerdote ha dei dubbi sulla disposizione d'animo del penitente, ma si assume il diritto di impartire l'assoluzione, che ha effetto solo se il pentimento è davvero avvenuto. Essa solitamente viene concessa quando il fedele richiede (o è ritenuto chiedere) la confessione e l'assoluzione, ma è impossibilitato a confessarsi, ad esempio a causa di malattia che impedisca la parola o il ragionamento lucido; spesso viene impartita, con l'estrema unzione, a un fedele in pericolo di vita (in extremis o in articulo mortis).
Nell'antichità non si fa alcun riferimento all'assoluzione condizionale, tuttavia, papa Benedetto XIV, riferendosi a tale forma di assoluzione, nel De Synodo (Bk. VII, c. XV) allude ad un brano di Enrico di Gand (morto 1293), ma è in dubbio se il dotto pontefice usò il passaggio nell'accezione che intendeva il teologo di Gand. Gerson nel XV secolo, sia in De schismate tollendo che in De unitate ecclesiæ si propone come promotore per l'assoluzione condizionale, anche se Cajetan, un secolo più tardi, descriveva la posizione di Gerson come mera superstizione. Ma la posizione di Gerson gradualmente si impose, e oggi tutti i teologi concordano che a certe condizioni tale assoluzione non solo è valida ma anche legittima (Lehmkuhl-Gury, De pœnitentia, absolutione sub conditione); valida, perché i pronunciamenti giudiziali spesso sono resi a certe condizioni, ed il Sacramento della Penitenza essenzialmente è un atto giudiziale (Concilio di Trento, Sessione XIV); anche, perché Dio assolve in cielo quando certe condizioni si verificano sulla terra. Si può eludere il giudizio di un uomo, ma Dio non può essere ingannato. Questa affermazione rende possibile l'assoluzione condizionale. Le condizioni possono essere
- presenti,
- passate,
- future.

Seguendo una legge generale, qualora la condizione lasci in sospeso l'effetto inteso dal Sacramento il Sacramento stesso è nullo. Se la condizione non sospende l'efficacia sacramentale, il Sacramento può essere valido. Come conseguenza, tutte le condizioni future rendono l'assoluzione nulla: "Io ti assolvo se muori oggi." Questo non è vero delle condizioni passate o presenti, e l'assoluzione data, per esempio, a condizione che il soggetto sia stato battezzato, o sia ancora vivo, non invalida certamente il Sacramento. Quello che è in se stesso valido può non essere legittimo, ed in questa importante questione la reverenza dovuta al Sacramento deve essere sempre tenuta a mente, così come il bisogno spirituale del penitente. 
La dottrina comunemente accettata è che, ogni qualvolta l'assoluzione condizionale salvaguarderà la santità e la dignità del Sacramento, essa può essere impiegata, od ogni qualvolta il bisogno spirituale del penitente sia chiaro, ma allo stesso tempo sono in dubbio le necessarie disposizioni per il valido ricevimento del Sacramento, in ogni caso è cosa misericordiosa impartire l'assoluzione anche se sotto condizione.

## L'assoluzione indiretta
Molto simile alla condizionale è l'assoluzione detta indiretta. Essa si ottiene ogni qualvolta l'assoluzione è accordata per una colpa che non è stata sottoposta al giudizio del ministro del Sacramento. La dimenticanza da parte del penitente è responsabile della maggior parte di casi di assoluzione indiretta.

## Impartire l'assoluzione
In virtù della dispensa di Cristo, i vescovi e i sacerdoti sono fatti giudici nel Sacramento della Penitenza. Il potere di rimettere così come il potere di non rimettere proviene da Cristo. Il ministro deve avere perciò in mente non solo i suoi poteri, ordini e giurisdizione, ma deve giudicare anche le disposizioni del penitente. Se
- il penitente è ben disposto, esso deve essere assolto;
- il penitente manca della giusta disposizione d'animo, il ministro deve aiutarlo a creare la corretta predisposizione, il penitente mal disposto non può essere assolto;
- il ministro ha dei dubbi sulla disposizione d'animo del penitente, egli si assume il diritto di impartire l'assoluzione condizionale.

Quando il ministro si sente pronto ad accordare l'assoluzione, pronuncia le parole della forma sul penitente. Si insegna comunemente che il penitente deve essere fisicamente presente; di conseguenza, l'assoluzione via telegrafo è stata dichiarata nulla, e quando interrogata sull'assoluzione via telefono la Sacra Consulta (1º luglio 1884) ha risposto Nihil respondendum.

## Durante la Messa
La Comunione genera il perdono del peccato veniale non ancora confessato e preserva dai peccati futuri (CCC 1393). Per i peccati gravi, cioè il peccato mortale, occorre l'assoluzione confessionale prima della Messa (CCC 1386).
Il perdono in grazia della Comunione non sostituisce l'obbligo di confessare anche i peccati veniali (CCC 1386). Rispetto ai peccati veniali e mortali la Confessione garantisce una grazia sacramentale maggiore.
All'inizio della Messa vi è l'atto penitenziale o l'aspersione dei fedeli con acqua benedetta. Con questi riti di apertura, il sacerdote chiede a Dio perdono dei peccati di tutti: la richiesta non è una Confessione nè un'assoluzione generale.

## L'assoluzione al di fuori della Chiesa cattolica romana
Chiesa cristiana ortodossa
Che i greci abbiano sempre creduto che la Chiesa abbia il potere di perdonare i peccati e che lo credano anche attualmente, è chiaro dalle formulæ dell'assoluzione in voga in tutti i rami di questa Chiesa; tutti i documenti dei sinodi che si sono svolti sin dalla Riforma protestante hanno continuamente espresso questo credo (Alzog su Cyril Lucaris III, 465; Sinodo di Costantinopoli, 1638; Sinodo di Jassy, 1642; Sinodo di Gerusalemme, 1672). Nel Sinodo di Gerusalemme la Chiesa greca addirittura reiterò il proprio credo nei Sette Sacramenti. Fra di loro c'è la Penitenza che fu stabilita dal Signore quando disse: "I peccati di coloro che perdonerete saranno perdonati, e i peccati di coloro ai quali non perdonerete non saranno perdonati." Le formulæ dell'assoluzione sono generalmente deprecative. Quando appare la forma indicativa, essa deriva da fonti Latine.
Chiesa ortodossa russa
Il credo della Chiesa russa naturalmente corrisponde a quello della Chiesa greca. Tutti i teologi russi sostengono che la Chiesa ha il potere di perdonare i peccati, dove ci sono il vero pentimento e la confessione sincera. La forma attualmente in uso è la seguente: "Figlio mio, N. N., possa il nostro Signore e Dio Cristo Gesù per la misericordia del Suo amore assolverti dai tuoi peccati; ed io, Suo indegno sacerdote, in virtù dell'autorità conferitami, ti assolvo e ti dichiaro assolto dai tuoi peccati nel nome del Padre, e del Figlio, e dello Spirito Santo, Amen."
Chiesa apostolica armena
Heinrich Joseph Dominicus Denzinger, nel suo Ritus Orientalium (1863), propone una traduzione completa del rituale penitenziale usato dagli armeni. La versione attuale risale al IX secolo. La forma dell'assoluzione è dichiarativa, sebbene sia preceduta da una preghiera per la misericordia e per il perdono. "Possa Dio misericordioso avere pietà di te e possa perdonare le tue colpe; in virtù del mio potere sacerdotale, per l'autorità ed il comandamento di Dio espressi in queste parole 'ciò che tu rimetterai sulla terra sarà rimesso in cielo', io ti assolvo dai tuoi peccati, io ti assolvo dai tuoi pensieri, dalle tue parole, dai tuoi atti, nel nome del Padre, e del Figlio, e dello Spirito Santo, ed io ti riammetto al Sacramento della Santa Chiesa. Possano tutte le tue opere di bene essere per te un incremento di merito, possano esse essere per la gloria della vita eterna, Amen."
Chiesa Copta
Il Dott. Hyvernat sostiene che i libri liturgici dei copti non hanno formulæ penitenziali, ma questo non deve sorprendere in quanto essi scrivono nel rituale solamente quelle parti che non si trovano in altri rituali. Padre du Bernat, scrivendo a Padre Fleurian (Lettres édifiantes), riferendosi al Sacramento della Penitenza fra i copti, dice che costoro credono nella piena confessione dei loro peccati. Al termine di questa, il sacerdote recita la preghiera dell'inizio della Messa, la preghiera che chiede perdono a Dio ed a questa viene aggiunge la cosiddetta "Benedizione" che, dice Padre du Bernat, è come la preghiera recitata nella Chiesa Latina dopo che è stata impartita l'assoluzione.
Giacobiti
I Siriani, che sono in comunione con Roma, nell'impartire l'assoluzione, attualmente usano la forma dichiarativa. Comunque, questa formula è in uso da poco tempo. L'attuale Chiesa Giacobita non solo detiene ed ha detenuto il potere di assolvere dai peccati, ma il suo rituale è espressione di questo stesso potere. Denzinger (Ritus Orientalium) ha preservato per noi un documento del XII secolo che mostra nella sua interezza l'ordine dell'assoluzione.
Nestoriani
I Nestoriani hanno sempre creduto nel potere assolutorio del Sacramento della Penitenza. Assemani, Renaudot, Badger (I Nestoriani ed i loro Rituali), e Denzinger, forniscono le prove su questo punto. È da notare che la loro formula di assoluzione è deprecativa e non indicativa.
Protestanti
I primi Riformatori attaccarono la pratica penitenziale della Chiesa cattolica, particolarmente l'obbligo della confessione dei peccati a un sacerdote, così come - e soprattutto - il mercato delle indulgenze. Le loro opinioni espresse nei loro studi teologici successivi non differiscono così tanto dalle vecchie posizioni come si potrebbe supporre. Il dogma luterano dell'autogiustificazione attraverso la fede rende ogni assoluzione puramente dichiarativa, e riduce il perdono accordato dalla Chiesa al mero annuncio del Vangelo, specialmente la remissione dei peccati attraverso Cristo. Tuttavia, Lutero criticava la confessione auricolare obbligatoria, ha però sempre affermato la sua bontà e utilità. In un sermone del 1522 afferma: Non voglio che qualcuno mi tolga la confessione segreta [cioè privata], che non cederei per tutto l'oro del mondo, sapendo quale consolazione e forza mi ha dato. E nel Grande Catechismo del 1529 scrive: Noi insegniamo dunque quale realtà meravigliosa, preziosa e consolante sia la confessione, ed esortiamo, in considerazione della nostra distretta, e non disprezzare questo bene prezioso. Ulrico Zwingli sosteneva che solo Dio perdonava i peccati, e la speranza del perdono attraverso una qualsiasi creatura era pura idolatria. Se la confessione avesse avuto qualcosa di buono era soltanto come indirizzo. Per Giovanni Calvino il perdono espresso dal ministro della Chiesa dava al penitente una maggiore garanzia di perdono. La Confessione detta "Elvetica" nega però la necessità di confessarsi davanti ad un sacerdote, ma sostiene che il potere accordato da Cristo di assolvere è semplicemente il potere di predicare alle persone il Vangelo di Gesù, e come conseguenza la remissione dei peccati: Rite itaque et efficaciter ministri absolvunt dum evangelium Christi et in hoc remissionem peccatorum prædicant. Ciononostante nell'Istituzione, Calvino parla espressamente di una «assoluzione particolare» destinata a chi, essendo incerto riguardo alla remissione dei suoi peccati (…) va dal suo pastore, gli confessa in segreto il suo male e, attraverso la parola di Dio che il pastore gli annuncia, viene rassicurato nella fede e trova la pace della coscienza.
Per i protestanti riformati la confessione dei peccati e l'assoluzione avvengono o nella preghiera personale del credente con Dio o nel corso del culto pubblico, attraverso l'annuncio del perdono e la predicazione. Il pastore annuncia il perdono, ma non lo dà personalmente, nel nome di Dio, come avviene nel cattolicesimo. Solo Dio ha il potere di assolvere i peccati: nel protestantesimo il potere di perdonare appartiene alla Parola, nel cattolicesimo appartiene al sacerdote: sono io (ego) che ti assolvo, sia pure in nome di Dio. Cioè: il potere di assolverti, che appartiene solo a Dio, ora lo esercito io.
Chiesa Anglicana
Nel Book of Common Prayer ci sono: una formula di Assoluzione in Matins, una per il servizio di comunione e una per la visita all'ammalato. I primi due sono comuni, simili all'assoluzione liturgica in uso nella Chiesa romana; il terzo è individuale e dipende dalla natura del caso. Della terza assoluzione il libro dice: "La persona ammalata sia predisposta per fare una confessione speciale dei suoi peccati se sente la sua coscienza agitata da qualche grave problema. Dopo questa confessione, il sacerdote l'assolverà (se questi lo desidera umilmente e di cuore) dopo questa preghiera: Nostro Signore Gesù Cristo, che ha lasciato alla Sua Chiesa il potere di assolvere tutti i peccatori che veramente si pentono e credono in Lui, nella Sua grande misericordia ti perdoni per le tue offese e per la Sua autorità conferitami, io ti assolvo da ogni tuo peccato, nel nome del Padre, e del Figlio, e dello Spirito Santo. Amen." Questa è la forma generalmente usata dagli ecclesiastici anglicani quando assolvono dopo avere ascoltato confessioni private. Le formulæ anglicane, anche l'ultima, sono molto vaghe e lasciano intendere poco più che il potere di dichiarare i peccati perdonati. (Convocation, 1873; Lambeth Conference, 1877; Liddon "Life of Pusey").